# Gráfico en embudo

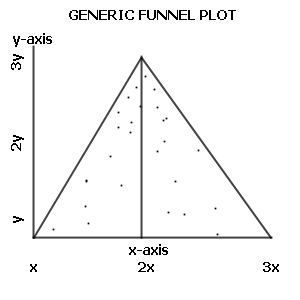
Un gráfico de embudo de ejemplo que no muestra sesgo de publicación. Cada punto representa un estudio (por ejemplo, medir el efecto de un determinado fármaco); el eje y representa la precisión del estudio (por ejemplo, el error estándar inverso o el número de sujetos experimentales) y el eje x muestra el resultado del estudio (por ejemplo, el efecto promedio medido del fármaco).

Un gráfico en embudo es un gráfico diseñado para comprobar la existencia de sesgo de publicación; Los gráficos en embudo se utilizan comúnmente en revisiones sistemáticas y metanálisis. En ausencia de sesgo de publicación, se supone que los estudios con alta precisión se trazarán cerca del promedio, y los estudios con baja precisión se distribuirán uniformemente a ambos lados del promedio, creando una distribución aproximadamente en forma de embudo. La desviación de esta forma puede indicar un sesgo de publicación.

## Descripción
Los gráficos en embudo, introducidos por Light y Pillemer en 1984 y analizados en detalle por Matthias Egger y sus colegas, son complementos útiles de los metanálisis. Un gráfico de embudo es un diagrama de dispersión del efecto del tratamiento frente a una medida de precisión del estudio. Se utiliza principalmente como ayuda visual para detectar sesgos de heterogeneidad sistemática . Una forma simétrica de embudo invertido surge de un conjunto de datos "bien comportados", en el que el sesgo de publicación es poco probable. Un embudo asimétrico indica una relación entre la estimación del efecto del tratamiento y la precisión del estudio. Esto sugiere la posibilidad de un sesgo de publicación o una diferencia sistemática entre los estudios de mayor y menor precisión (típicamente "efectos de estudios pequeños"). La asimetría también puede surgir del uso de una medida del efecto inapropiada. Cualquiera que sea la causa, un gráfico de embudo asimétrico genera dudas sobre la idoneidad de un metanálisis simple y sugiere que es necesario investigar las posibles causas.
Está disponible una variedad de opciones de medidas de "precisión del estudio", incluido el tamaño total de la muestra, el error estándar del efecto del tratamiento y la varianza inversa del efecto del tratamiento (peso). Sterne y Egger los han comparado con otros y concluyen que se recomienda el error estándar. Cuando se utiliza el error estándar, se pueden trazar líneas rectas para definir una región dentro de la cual el 95% de los puntos podrían encontrarse en ausencia de heterogeneidad y sesgo de publicación.
Al igual que los gráficos de intervalos de confianza, los gráficos en embudo se dibujan convencionalmente con la medida del efecto del tratamiento en el eje horizontal , de modo que la precisión del estudio aparece en el eje vertical, rompiendo con la regla general. Dado que los gráficos en embudo son principalmente ayudas visuales para detectar asimetría a lo largo del eje del efecto del tratamiento, esto los hace considerablemente más fáciles de interpretar.

## Crítica
El gráfico en embudo no está exento de problemas. Si los estudios de alta precisión son diferentes de los estudios de baja precisión con respecto al tamaño del efecto (por ejemplo, debido a diferentes poblaciones examinadas), un gráfico en embudo puede dar una impresión errónea de sesgo de publicación. La apariencia del gráfico en embudo puede cambiar drásticamente dependiendo de la escala en el eje y, ya sea el error cuadrado inverso o el tamaño de la prueba. Los investigadores tienen poca capacidad para discernir visualmente el sesgo de publicación a partir de los gráficos en embudo.